# Brive (Aveyron)
Die Brive (französisch: Ruisseau de la Brive) ist ein Bach im Süden von Frankreich, der im Département Tarn-et-Garonne der Region Okzitanien östlich der Stadt Montauban verläuft.

## Geografie

### Verlauf
Die Brive entspringt im südwestlichen Gemeindegebiet von Vaïssac, entwässert generell Richtung Nordwest und mündet nach rund 13 Kilometern im Gemeindegebiet von Albias als linker Nebenfluss in den Aveyron.

### Orte am Fluss
(Reihenfolge in Fließrichtung)
- Saint-Hilaire, Gemeinde Vaïssac
- Castanèdes, Gemeinde Nègrepelisse
- Longueval, Gemeinde Nègrepelisse
- Saint-Étienne-de-Tulmont
- Albias